# Ciutadella d'Arbela
La ciutadella d'Arbela (en kurd: قه‌ڵای هه‌ولێر Qelay Hewlêr; en àrab: قلعة أربيل) és un assentament fortificat construït al cim d'un tel ovoïdal, és a dir, un monticle creat per les generacions que es van succeir al centre històric de la ciutat d'Arbela, situada a la regió autònoma del Kurdistan (Iraq), i el van anar reconstruint. Els murs ininterromputs de façanes i habitatges del segle xix donen la impressió visual d'una fortalesa inexpugnable que domina la ciutat. El traçat peculiar dels carrers, en forma de ventall, data de l'etapa otomana tardana. Les fonts escrites i iconogràfiques documenten que el lloc fou ocupat des de l'antiguitat, quan era un important centre polític i religiós assiri. A més, els descobriments i les excavacions arqueològiques realitzades suggereixen que el turó oculta estrats i vestigis encara més antics. L'any 2014, fou designada com a Patrimoni de la Humanitat per la UNESCO.